# Sly and Robbie

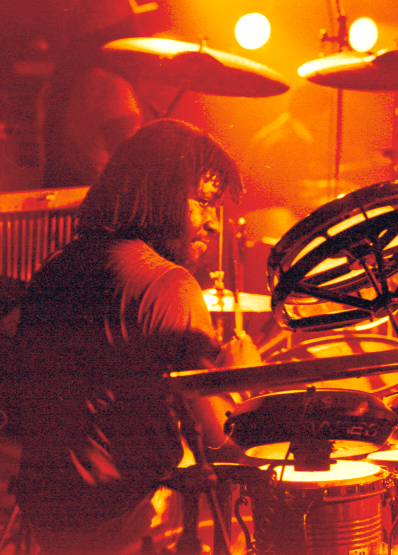
Sly Dunbar spelar med Peter Tosh i Wales 1979

Sly and Robbie är ett gemensamt namn på trumslagaren Sly Dunbar och basisten Robbie Shakespeare. De var verksamma tillsammans både som rytmsektion och som produktionsteam, främst inom dub och reggae. De började samarbeta på 1970-talet på Jamaica.
År 2006 belönades Sly and Robbie med en grammy för sitt reggaealbum Rhythm Doubles.

## Genombrottet
Innan de slog sina påsar ihop var Sly Dunbar trummis i Skin, Flesh and Bones Band. Robbie Shakespeare var basist i bandet Aggrovators. De spelade på olika klubbar i Kingston, och de upptäckte båda så småningom den andres begåvning. De fann att de hade samma idéer om musik. Båda var beundrare av dem som skötte inspelning och mixning i skivstudior snarare än av andra musiker. Båda var stora fans av Motown, Stax Records, The Philly Sound och hade stor respekt för legendariska jamaicanska Stuio One och Treasure Isle. De hade båda idéer om framtida reggaeproduktion. Deras första gemensamma jobb var när de 1974 spelade in ett album med The Revolutionaries i den nybyggda studion Channel One, som drevs av bröderna Hoo Kim.
Trummisen Sly Dunbar och basisten Robbie Shakespeare startade sin karriär på hemmaplan på Jamaica under 1970-talet genom att vara musiker bakom några av de mest kända reggaebanden, som Mighty Diamonds, Black Uhuru, Culture, Wailing Souls och Peter Tosh. Som studiomusiker medverkade de inte bara musikaliskt utan även vid mixerbordet. Snart var de även reggaeproducenter, och kom att i stor utsträckning vara med och skapa de olika stilar inom reggaen från slutet av 1970-talet och framåt. På 1980-talet tog den internationella karriären fart. Alltfler artister och grupper i Europa och USA ville under 1980- och 1990-talen ha Sly Dunbar och Robbie Shakespeare som gästmusiker och producenter av studioalbum. De uppskattas ha spelat på eller producerat mer än 200 000 låtar och deras riddim Revolution har återanvänts i mer än 100 låtar. 
Sly Dunbar och Robbie Shakespeare har direkt påverkat reggaemusiken vid några tillfällen. År 1976 introducerade de ett hårdare beat som fick namnet Rockers och som snabbt ersatte den då dominerande stilen One drop. Denna snabbare och tuffare reggae hörs tydligt på bl.a. Black Uhurus album från den tiden och på Steel Pulses debutalbum Handsworth Revolution. Nästan alla reggaeartister, utom möjligen Bob Marley & The Wailers som hade hittat en unik egen stil, lämnade one drop-reggaen. I början av 1980-talet presenterade duon Dunbar och Shakespeare det som kom att kallas Rub a Dub. Därefter, när datorerna och de digitala instrumenten gjorde sitt intåg i reggaen liksom i all annan populärmusik, spelade Sly och Robbie en huvudroll. Därefter gjorde ägaren till Island Records – Chris Blackwell – Sly och Robbie till kärnan i musikproduktionsteamet Compass Point All Stars i Nassau på Bahamas. Detta center hade skapats för att möta efterfrågan från olika amerikanska och europeiska artister som ville "låna in" lite reggaeinfluenser i sin musik. Även många renodlade reggaealbum producerades på Bahamas. De internationella artister som sökte sig till Sly och Robbie och Compass Point All Stars var Grace Jones, Joe Cocker, Gwen Guthrie, Robert Palmer bland många andra. Sly och Robbie själva hade en stor hit med rytmalbumet Boops.

## Den fortsatta karriären
Sly and Robbie använde sina inkomster till att starta ett eget skivmärke – Taxi – och en egen inspelningsstudio med mer eller mindre permanent engagerade musiker – The Taxi All Stars med gitarristen Rad Bryan, Sticky Thompson på percussion och keyboardspecialisterna Ansel Collins och Winston Wright. I början producerade de mest sin egen musik medan de fortsatte att hoppa in som musiker hos de flesta som efterfrågade dem. Sly and Robbie var även snabba i fråga om att hitta och hjälpa nya talanger på Jamaica. I början av 1990-talet ingick de ett avtal med Chris Blackwell och hans Island Records som innebar att artister inom alla genrer kunde "hyra in" jamaicanska musiker och producenter till sina album via Sly and Robbie. Duons talanger användes av alltfler artister från skilda genrer, exempelvis Joe Cocker, Joan Armatrading, Ian Dury, Bob Dylan, Robert Palmer, the Rolling Stones och Herbie Hancock.
I början av 1990-talet introducerade Sly och Robbie ett nytt sound som fick sitt genomslag via Chaka Demus & Pliers hitlåtar Bam Bam och Murder She Wrote. Det nya var att sångare med en bra och harmonisk sångröst parades ihop med en rå DJ-stämma på en och samma låt, och den reggaestil som detta gällde var en blandning av lovers rock, ragga och dancehall. Denna mix ledde till att ett antal nya artister fick sitt genombrott. Några exempel är Shaggy tillsammans med sångarna Rayvon eller Rik Rok, Shabba Ranks, sångaren Maxi Priest i kombination med flera nya DJ:s. Den s.k. bam-bam-stilen innebar att indiska tabla-ljud infördes bland trummorna medan Robbie upphörde att spela elbas på dessa låtar. Sly och Robbie fortsatte att förnya sig, och kring millennieskiftet arbetade de med att slå samman dancehall med element från latinmusik och hip hop, något som bl.a. Elephant Man och Damian Marley slog igenom med, och som på andra vägar bidragit till den helt nya latinska musik som går under samlingsnamnet reggaeton. Sly och Robbie arbetade också för att äldre reggaelåtar som varit stora hits på Jamaica men som spelats in under dåliga förhållanden skulle få en ny chans med internationella artister. Ett exempel är Simply Reds cover av Gregory Isaacs låt Night Nurse.
När det gäller hemlandet Jamaica har Sly och Robbie spelat med och producerat i stort sett alla framträdande artister från roots reggae till dancehall. Det innefattar Peter Tosh, Bunny Wailer, Mighty Diamonds, Gladiators, Burning Spear, Culture, Dennis Brown, Black Uhuru, Gregory Isaacs m.fl. och toasters som Lone Ranger, Yellowman och Eek-a-mouse samt flera nya stjärnor från Beenie Man till Sean Paul. Som en av populärmusikens mest eftertraktade rytmsektioner har de spelat med och producerat superstjärnor som Ben Harper, Bob Dylan, Mick Jagger, The Rolling Stones, Grace Jones, Joan Armatrading, Gilberto Gil, Joe Cocker, Serge Gainsbourg, Simply Red, Michael Franti, Sting, Khaled, Mey Vidal, Tricky, Doug E. Fresh, Carlos Santana, Sinéad O'Connor, Suggs och många fler.
Duon fortsatte vara aktiv ända till Robbie Shakespeare dog i december 2021.